# Archotoma lameerei
Archotoma lameerei är en skalbaggsart som först beskrevs av Louis Burgeon 1928.  Archotoma lameerei ingår i släktet Archotoma och familjen långhorningar. Inga underarter finns listade.